# Festung Crestawald

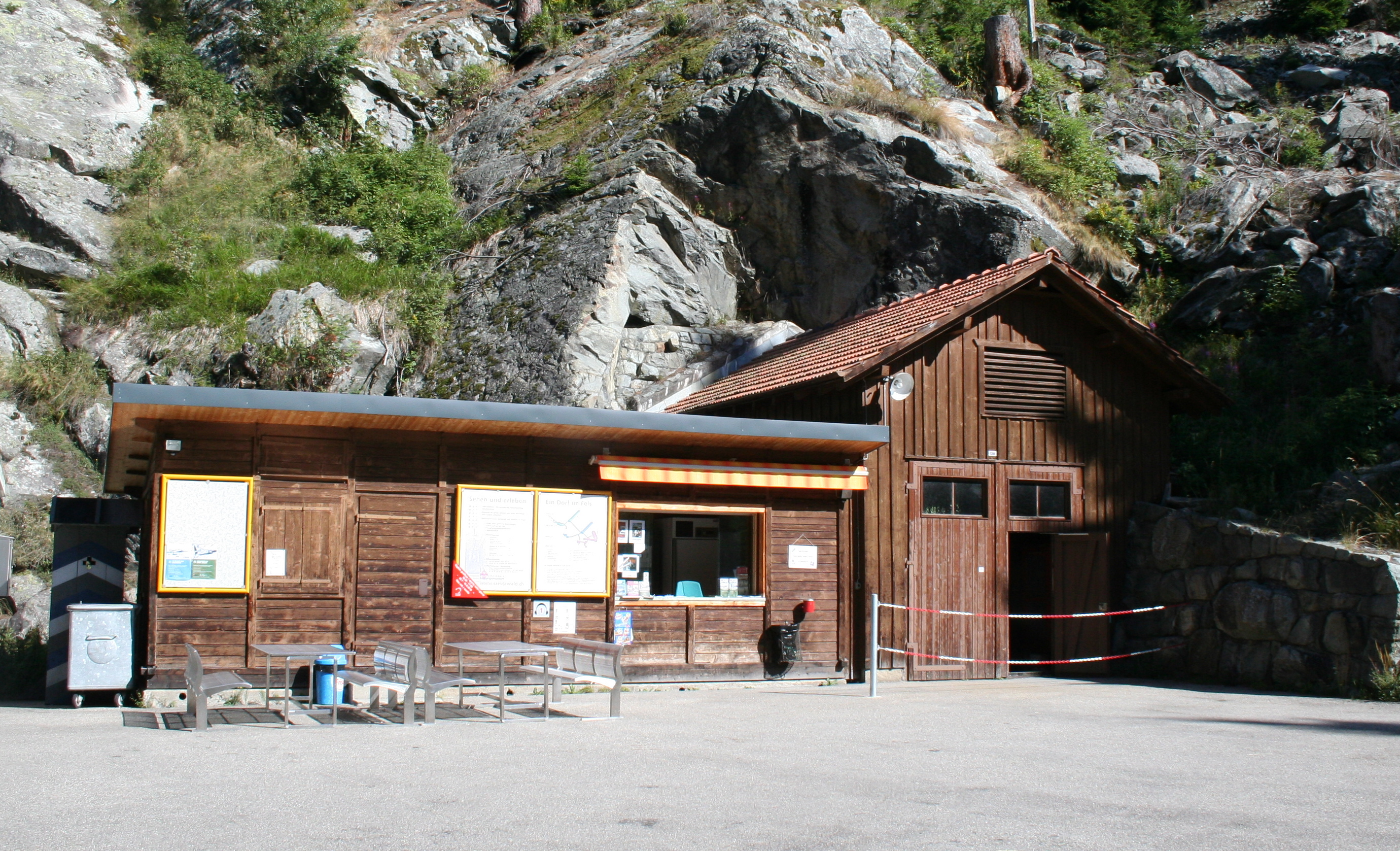
Eingang Festung Crestawald

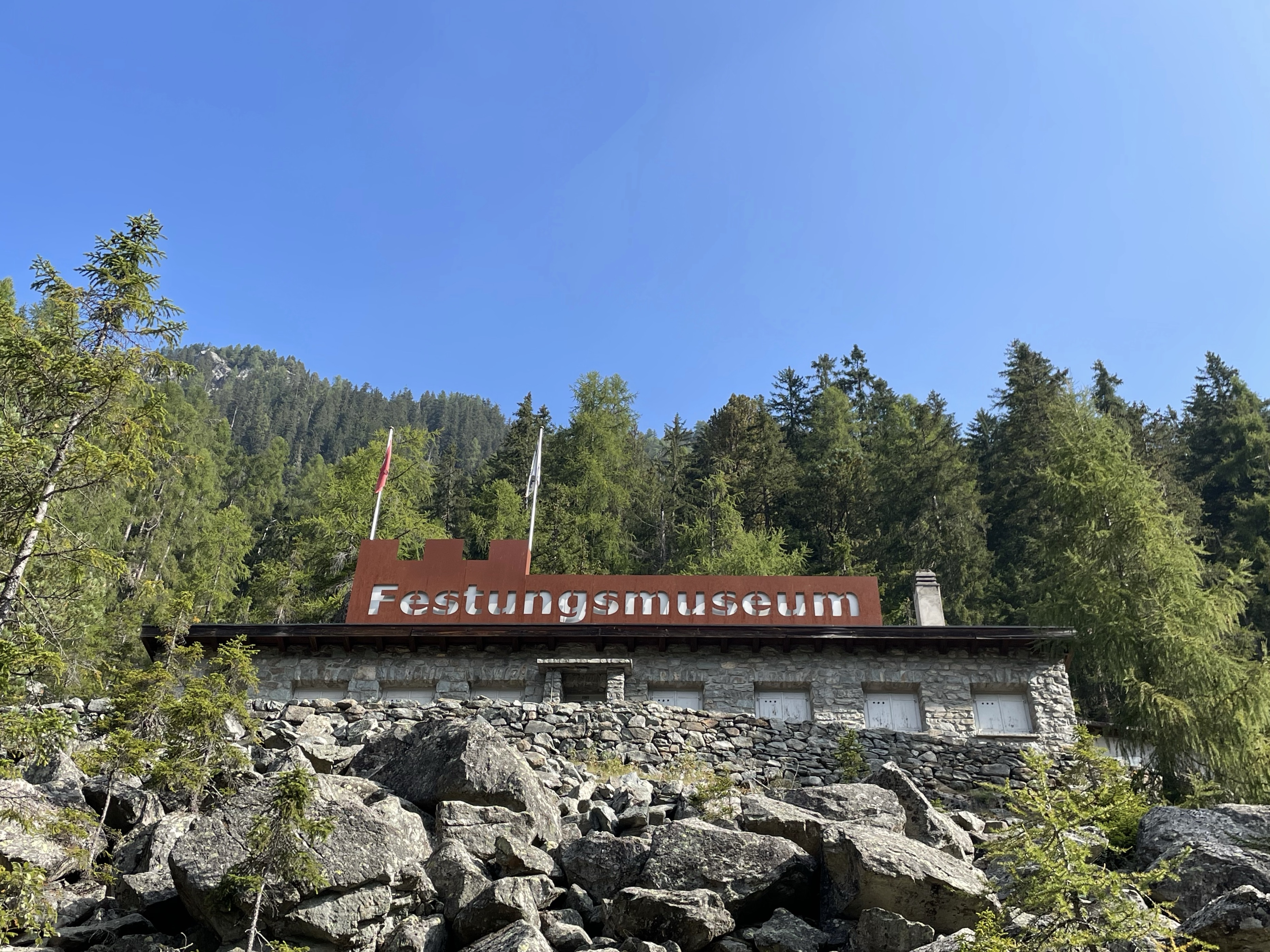
Nebengebäude

Die Festung Crestawald ist ein ehemaliges Artilleriewerk der Sperrstelle Sufers bei Sufers, Rheinwald im Kanton Graubünden. Das unmittelbar nach Kriegsbeginn ab September 1939 erstellte Werk ist heute ein militärhistorisches Museum, in dem die originalen Bunkeranlagen und die Artilleriegeschütze aus der Zeit des Zweiten Weltkriegs gezeigt werden, Die Festung im Crestawald spielte im Rahmen der Reduit-Strategie eine wichtige Rolle und sollte bei einem Angriff der Achsenmächte die dortige Süd-Nord-Verbindung sperren.
Im Jahr 2000 wurden die Anlagen nach Jahrzehnten äusserster Geheimhaltung, die auch im Kalten Krieg andauerte, für die Öffentlichkeit freigegeben und zugänglich gemacht.

## Geschichte
Die Festung sicherte die Zufahrten von der italienisch-schweizerischen Grenze auf dem Splügenpass und dem San-Bernardino-Pass aus der Richtung des Schweizer Kanton Tessin ab und schützte die Viamala vor einem Angriff aus dem Süden und Südwesten. Die Anlage liegt zwischen den Dörfern Sufers und Andeer an der alten Kantonstrasse.
Der Bau der Festung begann im September 1939 unter strenger Geheimhaltung und wurde im Juni 1941 abgeschlossen. Kernstück der Festung waren die beiden 10,5-cm-Kanone 35 L42 Silvia und Lukrezia, die aus einer schwedischen Lizenzkonstruktion eines Schiffsgeschützes in Schweizer Eigenherstellung realisiert wurden. Diese Kanonen hatten eine Reichweite von regulär 17 km und bei verminderter Treffergenauigkeit von 23 km. Damit waren sie in der Lage, die Höhen der oben genannten Pässe zu beschiessen, ohne selbst von dort aus von der gegnerischen Artillerie nennenswert gefährdet zu werden. Die Nahverteidigung der Festung bestand aus einzelnen in die Felsen gesprengten Stellungen für Maschinengewehre, Kanonen zur Panzerabwehr und drei Fliegerabwehrgeschützen. Insgesamt 95 Soldaten waren in der Anlage stationiert und taten rund um die Uhr Dienst.
In der Nachkriegszeit blieb die Pflicht um die Geheimhaltung zunächst bestehen, während die Anlagen weiter ausgebaut wurden. Noch 1991 baute man eine Filteranlage gegen chemische Kampfstoffe ein. Die Festung hatte 10'000 Geschosse für die beiden Geschütze eingelagert.
Ab Mitte der 1990er-Jahre wurden viele Schweizer Festungen aufgegeben, darunter auch Crestawald. Daraufhin wurde ein Verein gegründet, der aus der Anlage ein Museum machte.
Der Dienst der in der Festung stationierten Soldaten war äusserst monoton. Ein Angehöriger der Besatzung berichtet aus seiner aktiven Dienstzeit:
Crestawald, ein Talkessel voller militärischer Anlagen. Alle umzäunt von bis zu zehn Meter breiten Stacheldrahtverhauen. Alle Festungsanlagen geheimer als geheim. Beim Betreten als Militär nahm man sie zur Kenntnis. Beim Verlassen löschte man sie aus dem Gedächtnis. Crestawald, ein Tabu für alle und gar alles. Für Bekannte, Angehörige, für Frau und Kinder, für Freunde, Jasskollegen, Biertischrunden. Man redet nie darüber. Wer nicht schweigen kann, schadet der Heimat! Man durfte auch nicht darüber schreiben. Auch nichts ins private Tagebuch. Keine Notizen machen. Nichts, aber auch gar nichts. Man wäre an die Wand gestellt und standrechtlich erschossen worden. Und heute? 60 Jahre nach dem Bau und der Übergabe der militärischen Festungsanlagen in den Hinterrheintälern ist ein Treffen der Ehemaligen angesagt. Heute, 60 Jahre danach, sucht man sogar nach Ehemaligen, welche in den Kriegsjahren in den Festungsanlagen gelebt haben. Nach Kriegsveteranen, welche sogar darüber schreiben und berichten dürfen. Wer hätte dies je zu träumen gewagt.

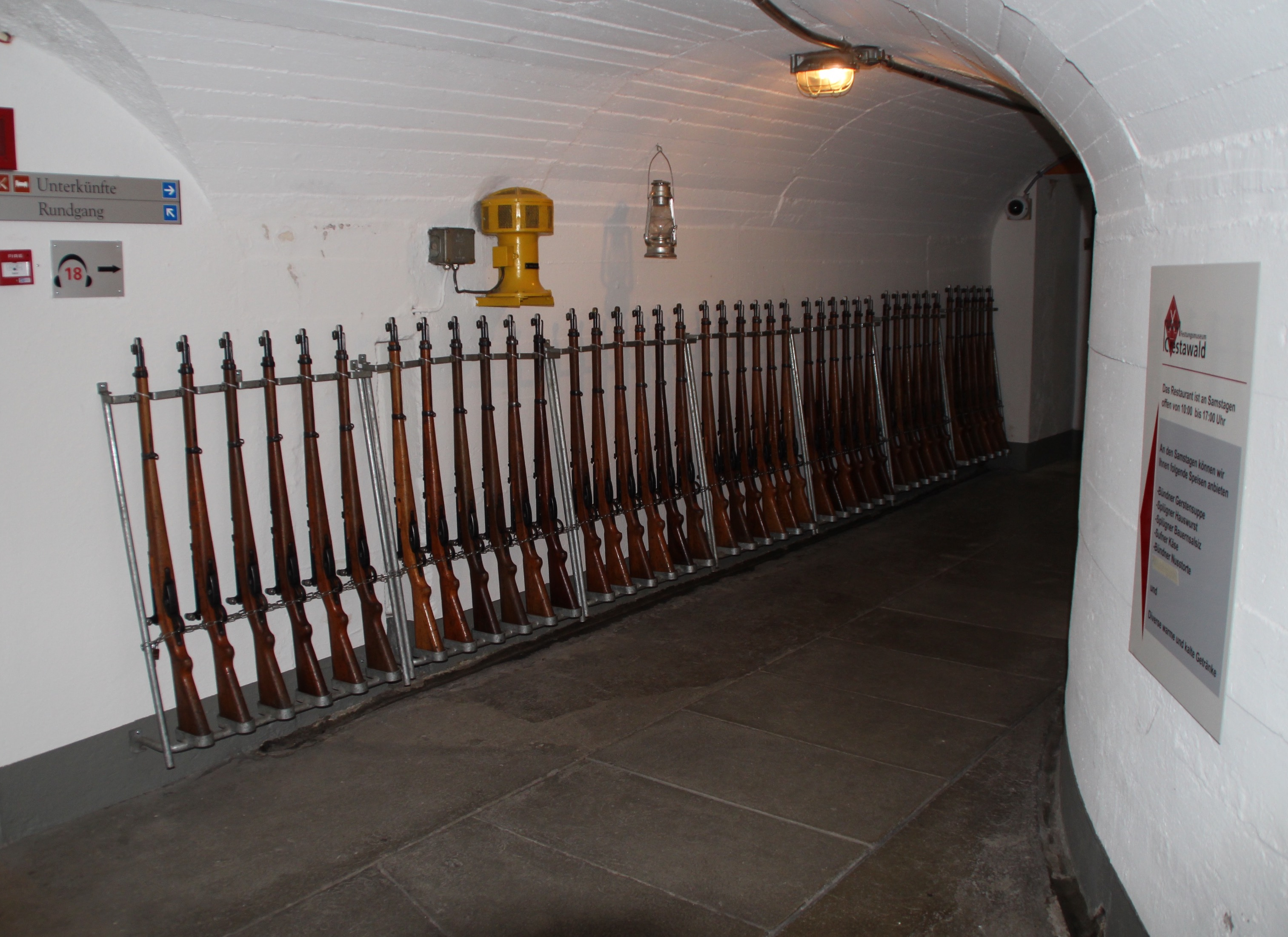
Karabiner im Eingangsbereich
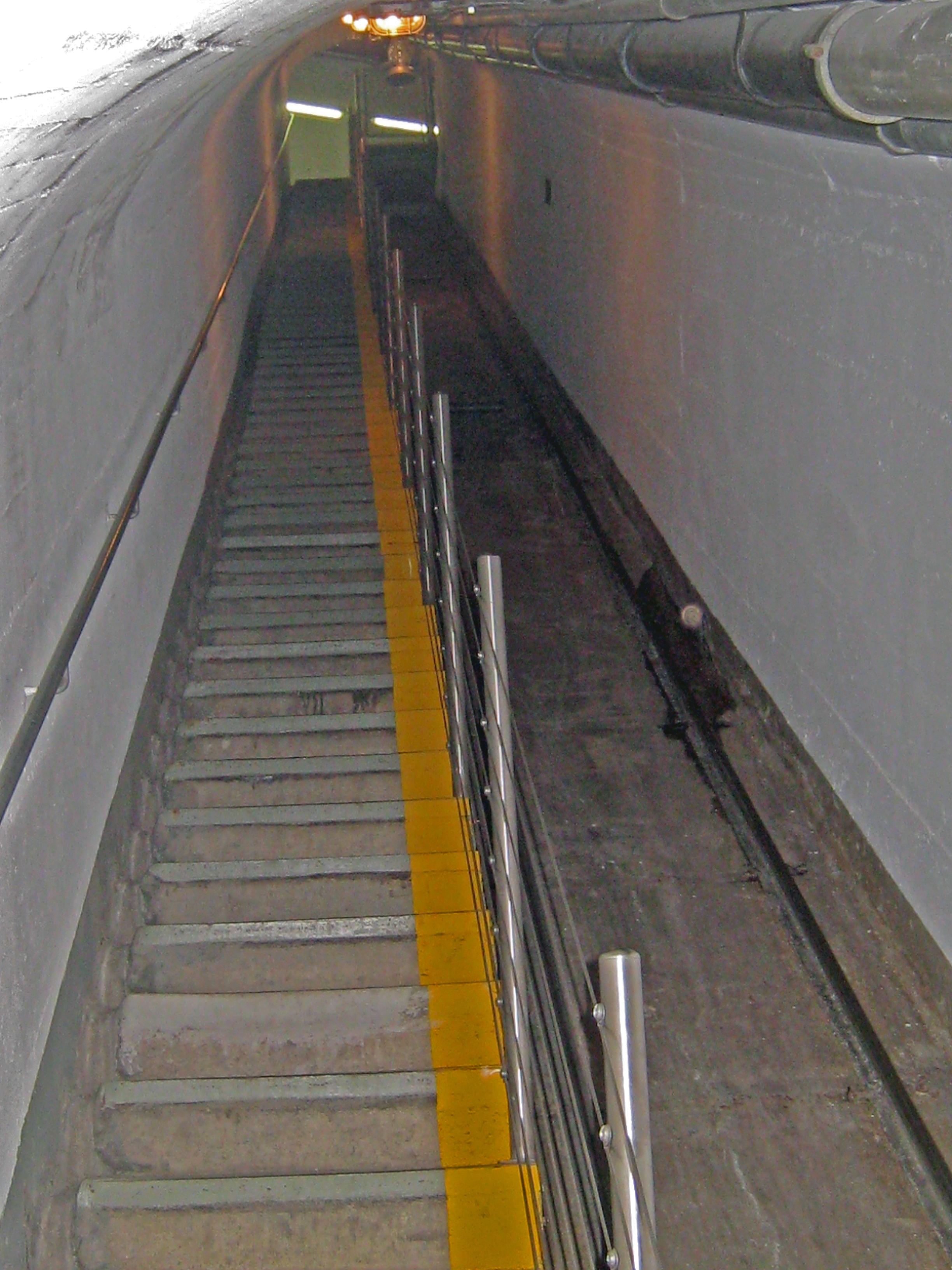
Treppe und Munitionsaufzug im Innern
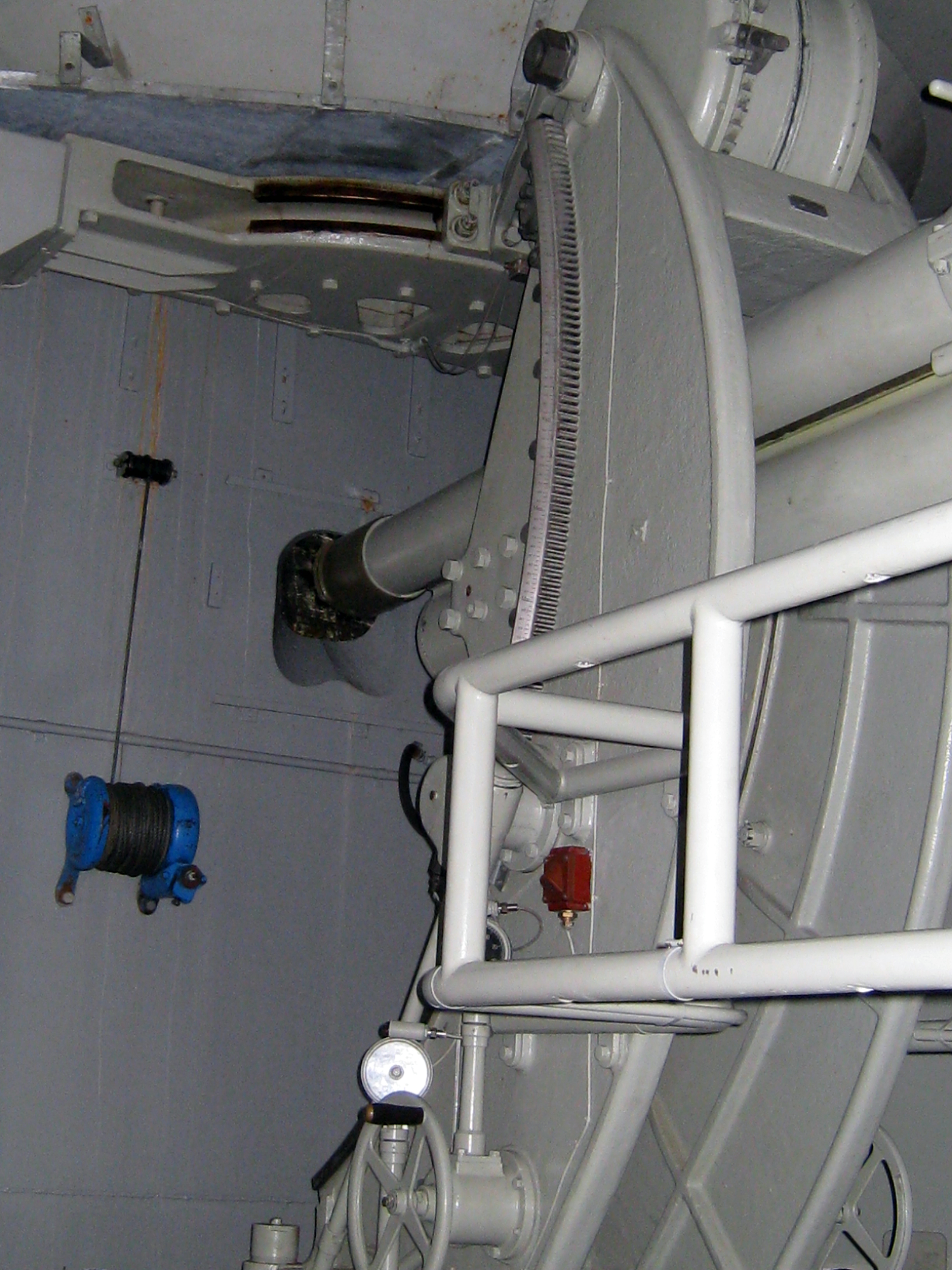
10,5-cm-Festungsgeschütz auf Ständerlafette
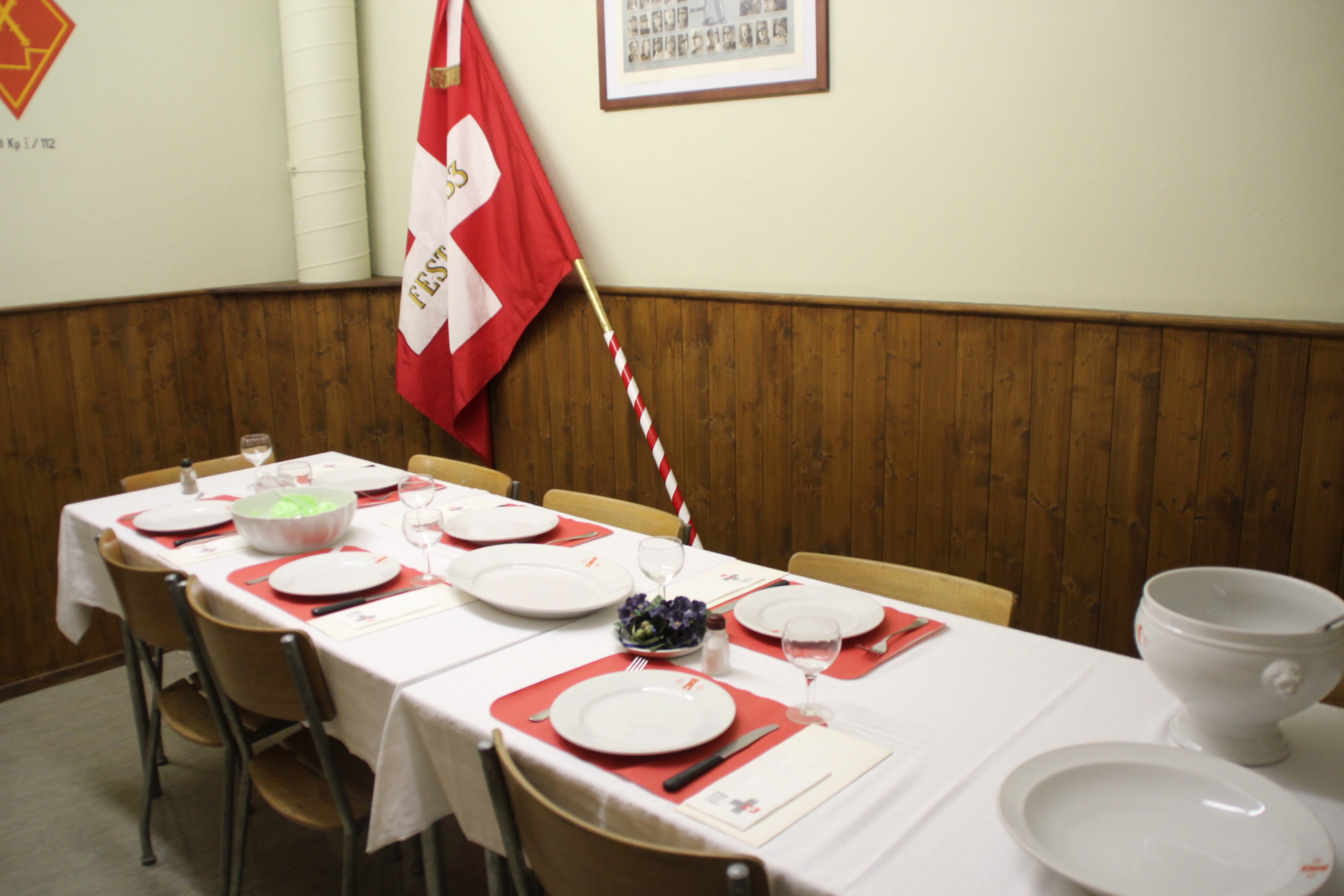
Essraum der Offiziere
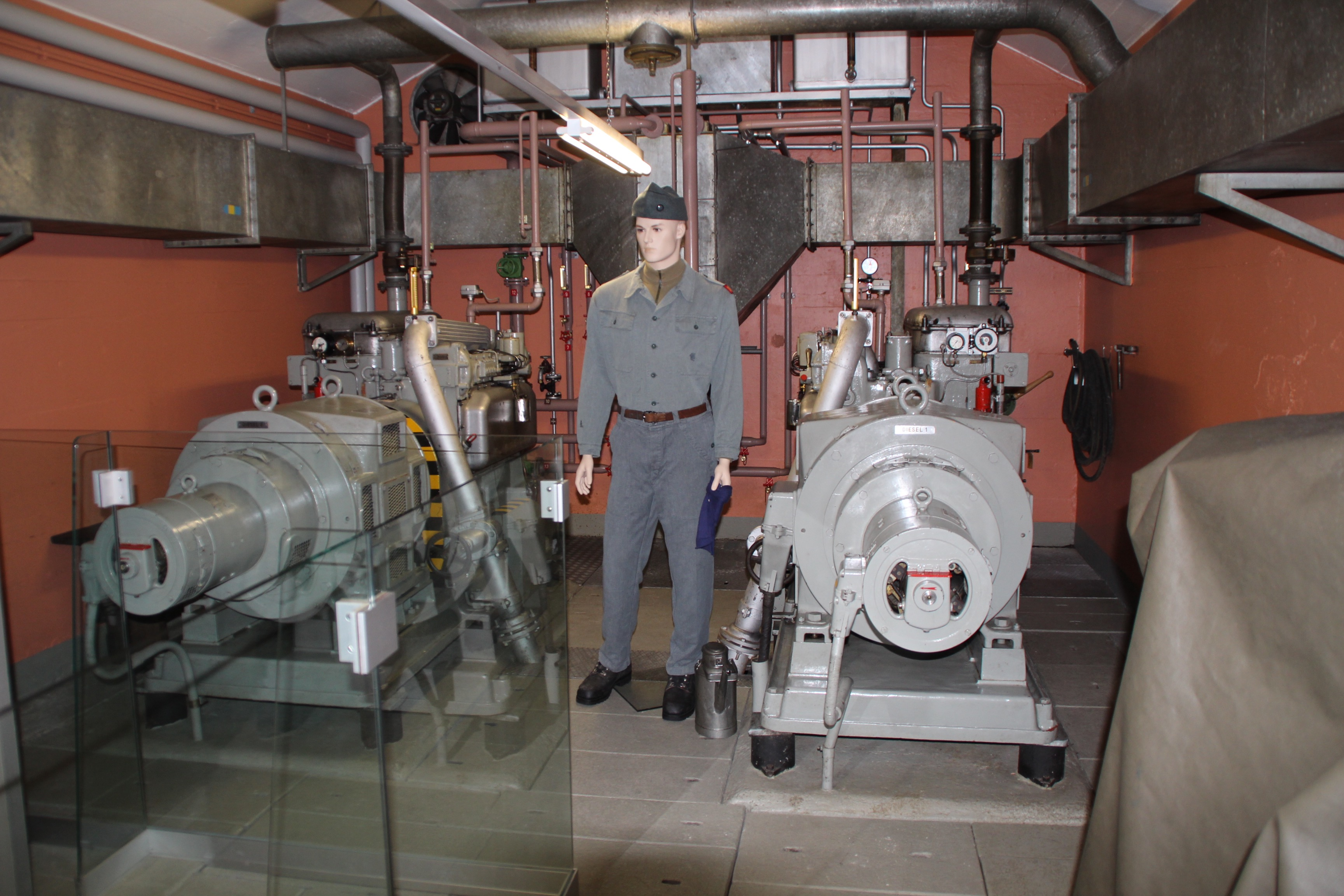
Maschinenraum
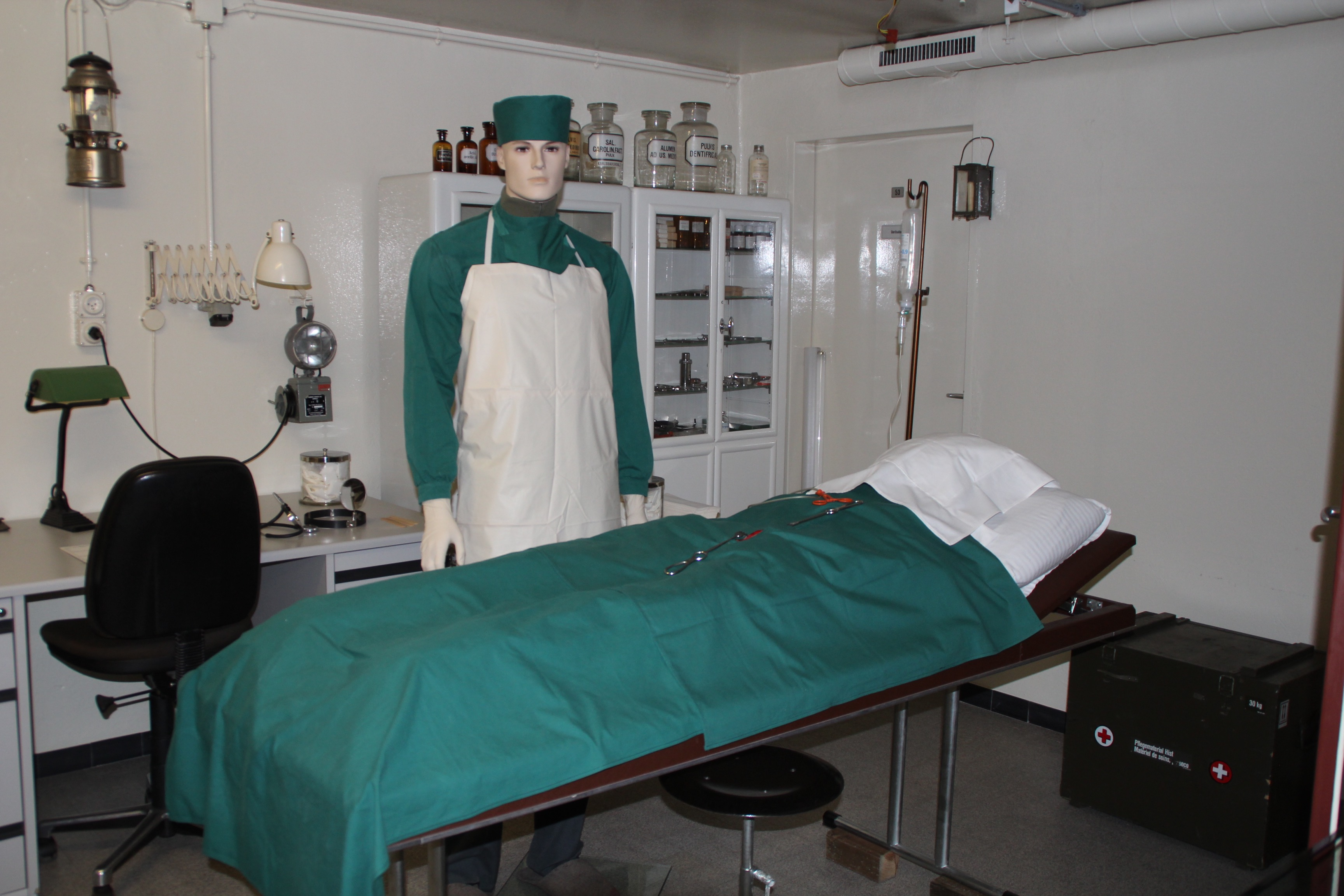
Operationssaal

## Sonderausstellungen
- 2005 – Wölfe im Schafspelz – Sonderausstellung (4. Juni bis 29. Oktober 2005)[3]
- 2010/2011 – US-Bomber über Graubünden – Fliegende Festungen im Festungsmuseum Crestawald[4]